# Hopman Cup 2006
De Hopman Cup 2006 (met de officiële naam Hyundai Hopman Cup) werd gehouden van 30 december 2005 tot en met 6 januari 2006 in de Australische stad Perth.

## Kwalificatieronde
De kwalificatieronde werd gehouden op 30 december tussen Nederland en China. Als eerste werd de damesenkelspelwedstrijd afgewerkt. Michaëlla Krajicek nam het voor Nederland op tegen Peng Shuai en verloor nipt met 3-6, 6-4 en 3-6. In de tweede wedstrijd was Peter Wessels met 6-2 en 6-2 duidelijk te sterk voor Sun Peng en daarmee trok hij de stand weer in evenwicht. Het dubbelspel moest de beslissing brengen. Krajicek en Wessels wonnen van Peng en Sun met 6-4 en 6-4 en dwongen zo een plaats in het hoofdtoernooi af, in een groep met Argentinië, Australië en Duitsland.
| Nederland          | - | China      | 2 - 1         |
| ------------------ | - | ---------- | ------------- |
| Michaëlla Krajicek | - | Peng Shuai | 3-6, 6-4, 3-6 |
| Peter Wessels      | - | Sun Peng   | 6-2, 6-2      |
| Krajicek / Wessels | - | Peng / Sun | 6-4, 6-4      |

## Groepsfase

### Groep A
De eerste wedstrijd in Groep A ging tussen de Verenigde Staten en Servië en Montenegro. De jonge en getalenteerde Ana Ivanović wist de Serviërs op voorsprong te zetten door van de geroutineerde Lisa Raymond te winnen. Bij de heren won de routine het echter en Taylor Dent maakte gehakt van Novak Đoković. Het dubbelspel begon spannend, met een tie-break aan het einde van de eerste set, maar nadat de Amerikanen die binnensleepten was het verweer voorbij en stelden ze de overwinning veilig.
In de tweede wedstrijd wist Servië en Montenegro wel te winnen. Zweden was het slachtoffer in de met 2-1 verloren wedstrijd. Ana Ivanović zorgde simpel voor haar tweede individuele overwinning op dit toernooi tegen Sofia Arvidsson, terwijl haar mannelijke collega Novak Đoković net als in de eerste partij verloor, dit keer van Thomas Johansson. Waar de Serviërs het dubbelspel in de eerste wedstrijd niet wisten te winnen, lukte dat tegen Zweden wel.
Rusland speelde haar eerste wedstrijd van het toernooi tegen de Verenigde Staten. Svetlana Koeznetsova liet zien over een grote hoeveelheid talent te beschikken en liet weinig over van de ambities van Lisa Raymond en klopte haar dan ook met 6-4, 6-1. Taylor Dent nam het vervolgens op tegen de onervaren Rus Yuri Schukin. Dat Schukin nog een hoop moet leren werd al snel duidelijk en Dent nam het heft in handen. Bruut serverend zette hij een simpele 6-2, 6-0 op het scorebord. Samen met Lisa Raymond won Dent vervolgens ook het dubbelspel op niet al te inspannende wijze van Koeznetsova en Schukin, waardoor de Amerikanen de ongeslagen status wisten te handhaven.
De tweede wedstrijd ging Rusland een stuk beter af. Opnieuw wist Svetlana Koeznetsova te winnen. Dit keer had ze wel wat meer moeite, maar uiteindelijk kon Sofia Arvidsson de wedstrijd niet winnen. Yuri Schukin die in de eerste wedstrijd nog hard onderuit ging kwam tegen Thomas Johansson stukken beter voor de dag. Ondanks dat hij twee tiebreaks wist af te dwingen won de Zweed de wedstrijd. De verbeterde vorm van Schukin kwam goed van pas in het dubbelspel. Waar van de Amerikanen nog ruimschoots werd verloren gingen de Russen nu met 6-3, 7-5 langs de Zweden om zo hun eerste overwinning in deze Hopman Cup te behalen.
Rusland en Servië en Montenegro vochten in een onderling duel voor hun laatste kans om de finale te bereiken. In de eerste wedstrijd leed Ana Ivanović haar eerste nederlaag van het toernooi. Ze was duidelijk niet opgewassen tegen Svetlana Koeznetsova en verloor met 6-1 en 6-4. Yuri Schukin kon daarom de overwinning veilig stellen voor de Russen. Hij was echter zijn vorm van de dag ervoor alweer kwijt en ging hard onderuit tegen Novak Đoković met 6-0, 6-2. Het dubbelspel moest de beslissing geven over welk land uiteindelijk nog een kansje op een finaleplaats te hebben. Ivanović en Đoković grepen die kans door de Russen met 6-2 en 7-6 te verslaan. Een 3-0 overwinning van Zweden op de Verenigde Staten was nu vereist om de finale te bereiken.
Zweden begon goed in de wedstrijd die voor Zweden nergens meer toe deed, maar wel belangrijk was voor zowel de Verenigde Staten als voor Servië en Montenegro. Sofia Arvidsson verloor de eerste set van Lisa Raymond, maar vocht zich terug in de wedstrijd en won de tweede set met 6-2 en uiteindelijk ook de derde set met 6-4. Thomas Johansson bracht Zweden zelfs op een 2-0-voorsprong nadat hij Taylor Dent in de derde set met 6-3 versloeg. Bij Servië en Montenegro steeg de hoop op een finaleplaats, immers een derde overwinning voor Zweden zou volstaan. Tijdens het dubbelspel moest helaas voor de Serviërs Thomas Johansson opgeven met een blessure, waardoor de overwinning in die wedstrijd naar de Amerikanen ging, die zich daardoor ook plaatsten voor de finale.
| Verenigde Staten      | - | Servië en Montenegro  | 2 - 1            |
| --------------------- | - | --------------------- | ---------------- |
| Lisa Raymond          | - | Ana Ivanović          | 2-6, 4-6         |
| Taylor Dent           | - | Novak Đoković         | 6-1, 6-4         |
| Raymond / Dent        | - | Ivanović / Đoković    | 7-6, 6-2         |
|                       |   |                       |                  |
| Zweden                | - | Servië en Montenegro  | 1 - 2            |
| Sofia Arvidsson       | - | Ana Ivanović          | 3-6, 1-6         |
| Thomas Johansson      | - | Novak Đoković         | 7-6, 7-6         |
| Arvidsson / Johansson | - | Ivanović / Đoković    | 2-6, 4-6         |
|                       |   |                       |                  |
| Rusland               | - | Verenigde Staten      | 1 - 2            |
| Svetlana Koeznetsova  | - | Lisa Raymond          | 6-4, 6-1         |
| Yuri Schukin          | - | Taylor Dent           | 2-6, 0-6         |
| Koeznetsova / Schukin | - | Raymond / Dent        | 4-6, 1-6         |
|                       |   |                       |                  |
| Rusland               | - | Zweden                | 2 - 1            |
| Svetlana Koeznetsova  | - | Sofia Arvidsson       | 7-6, 6-4         |
| Yuri Schukin          | - | Thomas Johansson      | 6-7, 6-7         |
| Koeznetsova / Schukin | - | Arvidsson / Johansson | 6-3, 7-5         |
|                       |   |                       |                  |
| Servië en Montenegro  | - | Rusland               | 2 - 1            |
| Ana Ivanović          | - | Svetlana Koeznetsova  | 1-6, 4-6         |
| Novak Đoković         | - | Yuri Schukin          | 6-0, 6-2         |
| Ivanović / Đoković    | - | Koeznetsova / Schukin | 6-2, 7-6         |
|                       |   |                       |                  |
| Verenigde Staten      | - | Zweden                | 1 - 2            |
| Lisa Raymond          | - | Sofia Arvidsson       | 6-2, 2-6, 4-6    |
| Taylor Dent           | - | Thomas Johansson      | 6-7, 6-2, 3-6    |
| Raymond / Dent        | - | Arvidsson / Johansson | opgave Johansson |

| pos | land                 | wed | pnt | saldo |
| --- | -------------------- | --- | --- | ----- |
| 1   | Verenigde Staten     | 3   | 4   | 5 - 4 |
| 2   | Servië en Montenegro | 3   | 4   | 5 - 4 |
| 3   | Rusland              | 3   | 2   | 4 - 5 |
| 4   | Zweden               | 3   | 2   | 4 - 5 |

### Groep B
In de eerste wedstrijd van het hoofdtoernooi, speelden Australië en Duitsland tegen elkaar. Anna-Lena Grönefeld was de favoriete in de wedstrijd tegen Samantha Stosur, maar moest het onderspit delven in twee sets. Nicolas Kiefer kon daarna een gelijke stand afdwingen door simpel in twee sets te winnen van Wayne Arthurs. Vervolgens ontstond er een zeer spannende dubbelwedstrijd, met als resultaat een tie-break in de derde set, welke door de Duitsers werd gewonnen.
De eerste wedstrijd voor Nederland in het hoofdtoernooi werd een verrassende overwinning op het veel sterker geachte Argentinië. Michaëlla Krajicek nam het heft in handen door in de openingswedstrijd te winnen van de nummer 26 van de wereld Gisela Dulko. Ondanks dat beide speelsters behoorlijk wat fouten maakte, werd de overwinning simpel door Krajicek binnengehaald. Was de overwinning van Krajicek al een verrassing, Peter Wessels deed er nog een schepje bovenop door Gastón Gaudio in de eerste set met 6-2 klop te geven. In de tweede set ging het gelijk op, maar Wessels was de betere in de tie-break en gaf Nederland al snel de overwinning. In de dubbelwedstrijd deed het er niet zozeer meer toe, maar toch kwam Nederland op 1-0 in sets. Toen de Argentijnen de tweede set binnensleepte diende er direct een tie-break gespeeld te worden in de derde set. Het land dat als eerste tien punten zou weten te scoren zou de wedstrijd winnen. Argentinië won deze set met 10-5 en bracht de eindstand op 2-1 in het voordeel van Nederland.
Een dag later speelde Nederland opnieuw, dit keer was Australië de tegenstander. Zoals gebruikelijk werd er ook dit keer gestart met de damespartij en Michaëlla Krajicek nam het op tegen Samantha Stosur. De eerste set verloor Krajicek met 4-6, waarna de tweede set gelijk op ging, maar waar de betere kansen voor Krajicek waren. Toch liep de set uit op een tie-break waarin Stosur met 10-8 de baas was. Todd Reid was vervolgens de tegenstander van Peter Wessels. De Australiër verving de geblesseerde Wayne Arthurs. Beide heren maakten gebruik van hun goede service. Wessels deed dit iets beter en won de eerste set met 7-5. In de tweede set liep zijn service wat minder, maar wist Reid niet te profiteren, waardoor Wessels Nederland op 1-1 zette. In het beslissende dubbelspel was Nederland heer en meester. Zowel Krajicek als Wessels bestookten de Australiërs met hun harde services, waardoor een simpele 6-4, 6-2-overwinning werd geboekt.
Argentinië en Duitsland bestreden elkaar in de volgende wedstrijd. Gisela Dulko was ontketend en mepte Anna-Lena Grönefeld van de baan met maar liefst 6-1 en 6-0. Aan Gastón Gaudio vervolgens de taak om het af te maken en de overwinning voor de Argentijnen binnen te halen. Dit lukte echter niet, aangezien Nicolas Kiefer in een betere vorm stak en de wedstrijd met 6-3, 6-3 naar zich toetrok. Met een gelijke stand begon met vervolgens aan het dubbelspel, waarin Dulko nogmaals liet zien in een zeer goede vorm te verkeren. Onder haar leiding werd de eerste set met 7-5 gewonnen, waarna het Duitse verzet gebroken was. Dulko en Gaudio wonnen de tweede set dan ook simpel met 6-0.
Nederland wist zich voor de eerste keer in de historie te plaatsen voor de finale van de Hopman Cup, nadat ze in de derde en laatste groepswedstrijd met 3-0 te sterk bleken te zijn voor Duitsland. Erg veel tegenstand had Nederland in deze wedstrijd niet en de overwinning en daarmee ook de finaleplaats werd min of meer in de schoot geworpen. Michaëlla Krajicek zorgde er in ieder geval voor dat Nederland een 1-0-voorsprong nam nadat ze Anna-Lena Grönefeld met 6-4 en 7-6 had verslagen. Peter Wessels hoefde echter niet in actie te komen. Zijn tegenstander Nicolas Kiefer moest geblesseerd verstek laten gaan. Hierdoor kwam Nederland op een beslissende 2-0-voorsprong. Uiteindelijk ging ook het dubbelspel niet door, waardoor de eindstand op 3-0 werd bepaald. Nederland was na Slowakije en Thailand het derde land in de geschiedenis dat zich als kwalificant voor de finale plaatste.
| Australië           | - | Duitsland           | 1 - 2          |
| ------------------- | - | ------------------- | -------------- |
| Samantha Stosur     | - | Anna-Lena Grönefeld | 6-3, 7-5       |
| Wayne Arthurs       | - | Nicolas Kiefer      | 3-6, 4-6       |
| Stosur / Arthurs    | - | Grönefeld / Kiefer  | 6-4, 3-6, 6-7  |
|                     |   |                     |                |
| Nederland           | - | Argentinië          | 2 - 1          |
| Michaëlla Krajicek  | - | Gisela Dulko        | 6-4, 6-2       |
| Peter Wessels       | - | Gastón Gaudio       | 6-2, 7-6       |
| Krajicek / Wessels  | - | Dulko / Gaudio      | 6-4, 3-6, 5-10 |
|                     |   |                     |                |
| Australië           | - | Nederland           | 1 - 2          |
| Samantha Stosur     | - | Michaëlla Krajicek  | 6-4, 7-6       |
| Todd Reid           | - | Peter Wessels       | 5-7, 4-6       |
| Stosur / Reid       | - | Krajicek / Wessels  | 4-6, 2-6       |
|                     |   |                     |                |
| Duitsland           | - | Argentinië          | 1 - 2          |
| Anna-Lena Grönefeld | - | Gisela Dulko        | 1-6, 0-6       |
| Nicolas Kiefer      | - | Gastón Gaudio       | 6-3, 6-3       |
| Grönefeld / Kiefer  | - | Dulko / Gaudio      | 5-7, 0-6       |
|                     |   |                     |                |
| Duitsland           | - | Nederland           | 0 - 3          |
| Anna-Lena Grönefeld | - | Michaëlla Krajicek  | 4-6, 6-7       |
| Nicolas Kiefer      | - | Peter Wessels       | opgave Kiefer  |
| Grönefeld / Kiefer  | - | Krajicek / Wessels  | opgave Kiefer  |
|                     |   |                     |                |
| Argentinië          | - | Australië           | 1 - 2          |
| Gisela Dulko        | - | Samantha Stosur     | 5-7, 7-6, 3-6  |
| Gastón Gaudio       | - | Todd Reid           | 6-0, 6-3       |
| Stosur / Reid       | - | Dulko / Gaudio      | 7-5, 6-3       |

| pos | land       | wed | pnt | saldo |
| --- | ---------- | --- | --- | ----- |
| 1   | Nederland  | 3   | 6   | 7 - 2 |
| 2   | Australië  | 3   | 2   | 4 - 5 |
| 3   | Argentinië | 3   | 2   | 4 - 5 |
| 4   | Duitsland  | 3   | 2   | 3 - 6 |

## Finale
In de finale bracht Michaëlla Krajicek Nederland op een 1-0-voorsprong door Lisa Raymond in twee sets te verslaan. Nadat Krajicek de eerste set gewonnen had ging de tweede set gelijk op en bestookte Raymond de Nederlandse met haar krachtige forehand. Ondanks drie setpunten in de tiebreak van de tweede set bezweek Krajicek niet en haalde ze ook deze setwinst binnen. De wedstrijd tussen Taylor Dent en Peter Wessels liep gesmeerd voor de Amerikaan. In de eerste set overklaste hij Wessels die alleen zijn eerste servicebeurt wist te behouden. De service van Dent was subliem en ook zijn returns mochten er wezen. Wessels kon in de tweede set Dent nog enigszins bijhouden, maar kon niet voor een ommekeer zorgen. De dubbel moest de beslissing brengen en Nederland kwam op voorsprong nadat het de eerste set met 6-4 binnenhaalde. De tweede set ging echter naar de Amerikanen waardoor zowel de stand als het spel in de wedstrijd van een gelijkwaardig niveau was. Dat bleek wel in de supertiebreak waar de derde set uit bestond. Beide teams gingen gelijk op richting de 10 punten, maar de Amerikanen wonnen de set met 10-7 en daarmee ook het toernooi.
| Nederland          | - | Verenigde Staten | Setstanden     |
| ------------------ | - | ---------------- | -------------- |
| Michaëlla Krajicek | - | Lisa Raymond     | 6-4, 7-6       |
| Peter Wessels      | - | Taylor Dent      | 1-6, 4-6       |
| Krajicek / Wessels | - | Raymond / Dent   | 6-4, 2-6, 7-10 |